# Premančan
Premančan este o localitate din comuna Koper, Slovenia, cu o populație de 156 de locuitori.